# Музика Ярослава Львівна
Яросла́ва Льві́вна Стефанович, у шлюбі Музи́ка (10 січня 1894, Залізці, Зборівський повіт, Королівство Галичини та Володимирії нині Тернопільського району Тернопільської області — 23 листопада 1973, Львів) — українська художниця, реставраторка, громадська діячка. Член СХУ (1940). Співзасновниця і голова (1931) Асоціації незалежних українських мистців (АНУМ) у Львові. У 1934 році — співорганізаторка Українського жіночого конгресу в м. Станіслав.

## Життєпис
Народилася 1894 року в містечку Залізці нині Тернопільського району Тернопільської області в родині радника місцевого судді. Прадідом був Григорій Савчинський.
Підлітком переїхала до Львова. У 1917—1919 роках навчалася в Мистецькій студії Станіслава Батовського-Качора у Львові.
У 1920—1923 роках навчається на факультеті пластики Вільної академії мистецтв у Львові. Художницю вабив світ фольклорних образів, побутових речей, народних строїв.
1928 року Ярослава Музика працює реставраторкою у Національному музеї. Серйозною школою для неї стало стажування під керівництвом художника-реставратора Ігоря Грабаря.
1935 року навчається у Вільній академії у Парижі. Повернувшись додому, потрапляє у центр тогочасного мистецького життя Львова. Вона стає членкинею Асоціації незалежних українських митців, яка до 1939 року влаштовувала численні виставки, видавала журнал «Мистецтво». Крім участі у громадському житті, художниця плідно працювала в царині графіки, писала портрети сучасників, створювала мозаїчні композиції, пристрасно збирала шедеври української народної творчості.
Працювала в реставраційній майстерні Національного музею у Львові. Співзасновниця і голова (1931 р.) Асоціації незалежних українських мистців (АНУМ) у Львові; учасниця всіх її виставок. У 1934 році — співорганізаторка Українського жіночого конгресу в м. Станіслав (нині Івано-Франківськ).
Після приєднання західноукраїнських земель у 1939 році до УРСР докладала багато зусиль для організації виставок у Києві, Харкові, Львові, Москві.
Її чоловік — заступник директора медінституту Максима Музики — змушений був терміново евакуюватися разом зі студентами до Середньої Азії, вона залишилася сама в окупованому місті, перебиваючись випадковими заробітками.
Після закінчення війни Ярослава Музика продовжує творчо працювати, бере участь у виставках, що влаштовуються в Києві та Львові. Але 8 листопада 1948 року, під час творчого відрядження до Криму художницю було заарештовано і конвойовано до Києва. Тут, у спецтаборі МДБ її звинуватили у зв'язку з керівниками бандерівського Центрального проводу ОУН, співпраці з ними та наданні підпільникам матеріальної допомоги. Після жорстоких допитів художниця змушена була визнати всі пред'явлені їй звинувачення. Рішенням Особливої наради при МДБ СРСР від 18 червня 1949 року Ярославу Музику за «активну участь в антирадянській банді українських націоналістів» було засуджено до ув'язнення у ВТТ строком на 25 років з перебуванням в особливому таборі N 7 біля міста Братська.

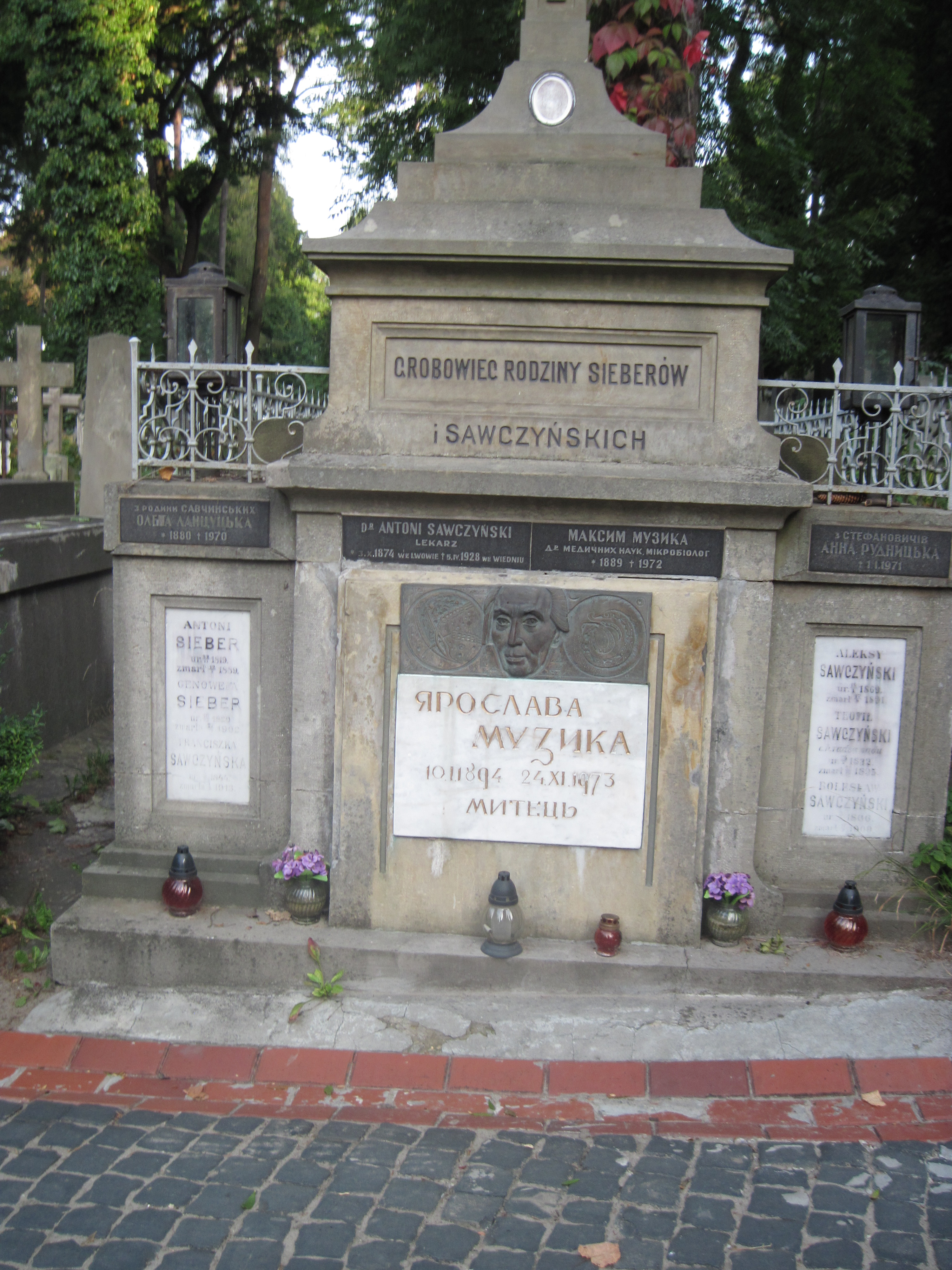
Могила на Личаківському цвинтарі

Після смерті Сталіна завдяки численним клопотанням 6 червня 1955 року була звільнена. Повернувшись до Львова, хвора на туберкульоз художниця стала брати участь в творчому житті рідного міста. 1957 та 1964 року її твори з великим успіхом експонувалися на персональних виставках майстрині.
Померла Ярослава Музика 23 листопада 1973 року. Похована на Личаківському цвинтарі Львова, в родинному гробівці Савчинських, поле № 13. На гробівці встановлено бронзовий портретний барельєф авторства Євгена Дзиндри.

## Творча спадщина
Працювала у різних видах і жанрах образотворчого та декоративно-ужиткового мистецтва: малярство (іконографія, портрет, пейзаж, натюрморт), мозаїка, живопис на склі, станкова й ілюстративна графіка (лінорити, офорти), екслібриси, емаль, батик, тиснення на шкірі, інкрустація, килимарство, аплікації — понад 2000 робіт.
Твори, архів, бібліотеку, колекцію заповіла Львівській галереї мистецтв.

### Картини
- «Старий з бородою» (1923)
- «Княгиня ольга» (1925, 1967)
- «Гуцул з люлькою» (1928)
- «Жіночий портрет» (1933)
- «Кременецька легенда» (1971)

### Портрети
- М. Рудницького (1963)
- М. Федюка (1964)

### Графічні серії
- «Шевченкові» (1961—1964)
- «Тварини» (1932—1965)
- «Перемиська легенда» (1966)
- «Символи Сковороди» (1969)

### Інші роботи
- дереворит «Коні» (1932)
- мозаїка «Зустріч Довбуша з Дзвінкою» (1962)
- композиція на склі «Анна Ярославна» (1967)
- композиція на емалі «Народні повір'я» (1965—1966)
- аплікації «В'їзд Богдана Хмельницького до Києва» (1968)

## Вшанування
1994 року встановлено бронзову таблицю з горельєфним зображенням на фасаді будинку на вулиці Винниченка, 26 у Львові, де Ярослава Музика проживала з 1909 по 1973 рік. Скульптор Еммануїл Мисько, архітектор Василь Каменщик.
У 2000 році з метою збереження, відродження та подальшого розвитку мистецьких традицій Тернопільщини, заохочення художників-аматорів до плідної праці щодо розвитку українського національного мистецтва в Тернополі засновано обласну мистецьку премію імені Ярослави Музики. Першим її лауреатом серед художників-аматорів у 2002 році став Степан Маковський з Борщева, у 2004 р. — Богдан Романюк з Кременця, у 2006 р. — Мар'ян Субчак із Теребовлі. Відтак премію отримали Антон Гриб з Тернополя, Михайло Тиханський з Монастириськ, Євген Ковальчук з Микулинців Теребовлянського району.